# معهد إطالة الحياة
معهد إطالة الحياة كان منظمة تم إنشاؤها في الولايات المتحدة في عام 1913 لغرض خيري يتمثل في إطالة حياة الإنسان من خلال الحفاظ على الصحة والوقاية من الأمراض. ومن بين المسؤولين التنظيميين لهذه المنظمة العديد من المشاهير المحبين لأعمال الخير مثل ويليام هوارد تافت وألكسندر غرهام بيل ومابيل ثورب بوردمان وكذلك خبراء طب منهم وليام جيمس مايو وراسل هنري تشيتندين وجي إتش كيلوغ و«المجلس المرجعي للصحة العامة» الذي يضم عشرات الأطباء المعترف بهم على الصعيد الوطني في هذه الحقبة مثل مازيك بورشر رافينيل واللواء كراوفورد غورغاس.
وكان أحد المشروعات الرئيسية للمعهد التي أنجزت رسالة المعهد لنشر المعرفة هو مشروع نشر كتاب كيف تعيش، قواعد للحياة الصحية استنادًا إلى العلوم الحديثة، المتاح حاليًا في المجال العام.
وكان المعهد من دعاة علم تحسين النسل بما في ذلك تعقيم الأفراد «غير الأكفاء».